# Centronodus rochalimai
Centronodus rochalimai är en insektsart som beskrevs av Fonseca 1940. Centronodus rochalimai ingår i släktet Centronodus och familjen hornstritar. Inga underarter finns listade i Catalogue of Life.